# Carruthersia pilosa
Carruthersia pilosa är en oleanderväxtart som först beskrevs av A.Dc., och fick sitt nu gällande namn av Fern.-vill.. Carruthersia pilosa ingår i släktet Carruthersia och familjen oleanderväxter. Inga underarter finns listade i Catalogue of Life.